# Рикарду, Жуан
Жуа́н Рика́рду Пере́йра Бата́лья душ Са́нтуш Ферре́йра, более известный просто как Жуан Рикарду (порт. João Ricardo Pereira Batalha dos Santos Ferreira (ʒuˈɐ̃w̃ ʁiˈkaɾðu); 7 января 1970, Луанда, Ангола) — ангольский футболист, вратарь. Выступал за сборную Анголы.

## Клубная карьера
Сын португальских поселенцев в Анголе, Жуан Рикарду вернулся на родину своих родителей в 1974 году, в возрасте четырёх лет, переехав с семьёй в Лейрию, где он начал играть в детско-юношеском футболе. Жуан дебютировал во взрослом футболе с той же командой, любительским клубом «Лейрия Марразеш».
В 1993 году присоединился к клубу «Академику де Визеу», отыграв четыре сезона во втором дивизионе и один в третьем. Его первый опыт выступлений на высшем уровне с клубом «Салгейруш», но он появился на поле только один раз в лиге за три его сезона вместе взятых.
Вернулся во второй дивизион в 2001 году вместе с клубом «Морейренсе», сыграв во всех матчах в его первом сезоне, выйдя в высший дивизион впервые в истории. Был первым вратарём команды в двух из следующих трёх лет, однако клуб не избежал вылета в сезоне 2004/05.
Пробыв более года без клуба, 37-летний Рикарду вернулся на родину и подписал контракт с «Петру Атлетику», будучи включённым в состав команды, выступавшей в Лиге чемпионов КАФ 2007. Завершил карьеру в следующем году, но вернулся в игру через три года на короткий период, выступая в Индонезии за «Семаранг Юнайтед».

## Карьера в сборной
Жуан Рикарду решил представлять Анголу на международном уровне, его первая игра за сборную состоялась в 1996 году в возрасте 26 лет. Десять лет спустя он появился со сборной на Кубке африканских наций в Египте, не сумев выйти из группового этапа.
Также был включён в заявку для ЧМ-2006 в Германии, будучи свободным агентом в этот момент, оставаясь без клубного футбола на протяжении одного года. Сыграл во всех трёх матчах группового этапа за африканцев в их первом участии на Мундиале, пропустив лишь дважды и запомнившись, в первую очередь, по ничейному матчу против сборной Мексики со счётом 0:0.
После турнира, Рикарду был предложен контракт от иранской команды «Зоб Ахан» (иранская сборная столкнулась с Анголой на Кубке мира), но сделка, в конечном счёте, провалилась по невыясненным обстоятельствам.